# 2K5 Korszun

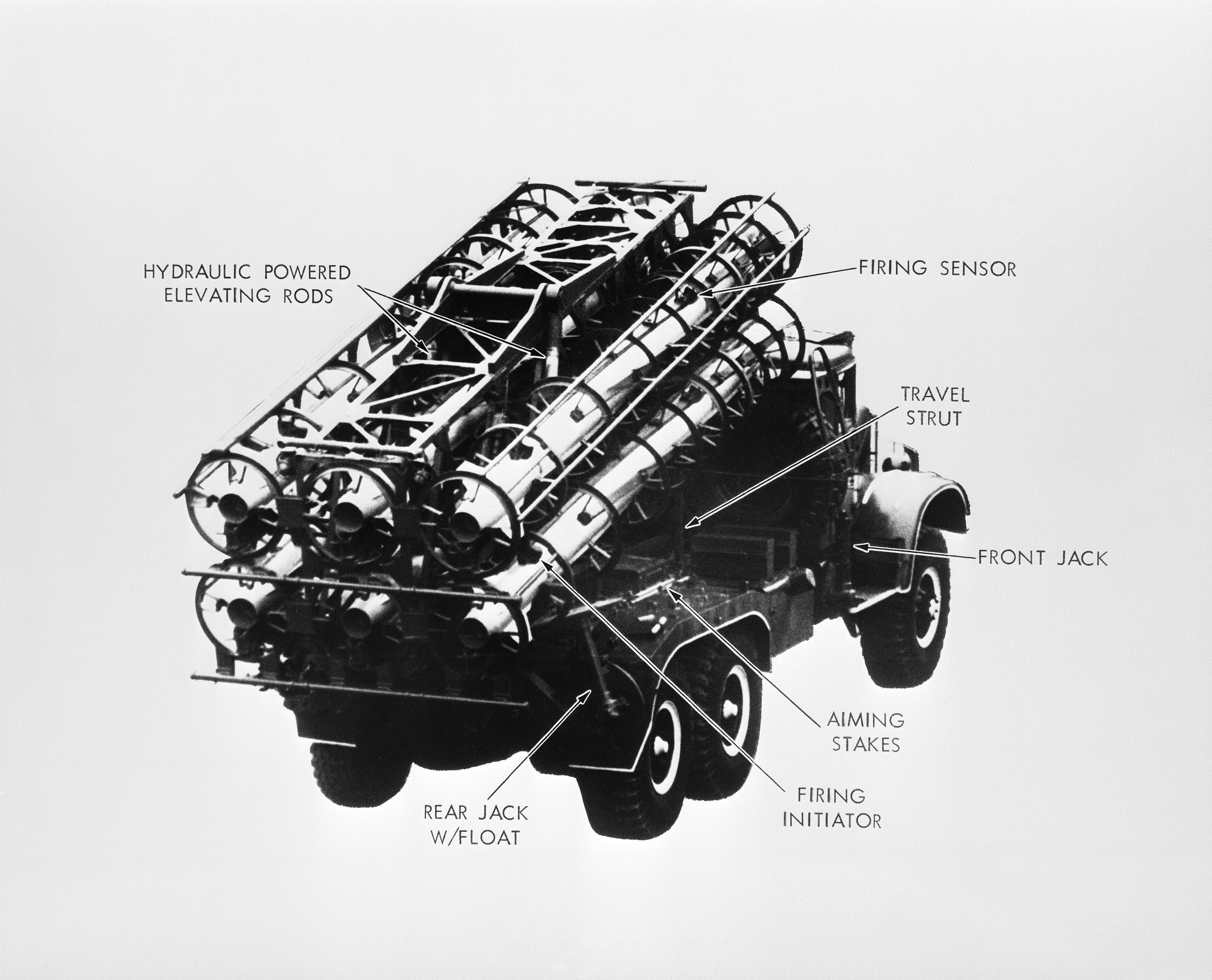
2K5 Korszun

2K5 Korszun – sowiecka samobieżna wieloprowadnicowa wyrzutnia rakietowa na podwoziu samochodu JAZ-214 pochodząca z lat 50. Korszun miał sześć prowadnic z których odpalane były pociski kalibru 270 mm.

## Historia i opis
Prace nad systemem 2K5 rozpoczęto w 1952 roku, oficjalne postanowienie Rady Ministrów w tym przedmiocie wydano 19 września 1953. Pocisk na paliwo ciekłe oznaczony według GRAU 3R7 opracowany został przez biuro OKB-3 NII-88 z Podlipek. Pocisk miał donośność 55 km i odłamkowo-burzącą głowicę o masie 100-150 kg. Był stabilizowany za pomocą czterech stateczników oraz przez obrót wokół osi podłużnej, początkowy ruch obrotowy nadawany był przez spiralne prowadnice wyrzutni. Sześcioprowadnicową samobieżną wyrzutnię o oznaczeniu 2P5 zaprojektowano w leningradzkim biurze CKB-34 na podwoziu samochodu ciężarowego JAZ-214 (późniejszy KrAZ-214).
W 1957 roku rozpoczęto produkcję seryjną elementów zestawu, wówczas też zademonstrowano go publicznie podczas defilady z okazji rocznicy rewolucji październikowej. System został przyjęty na uzbrojenie, lecz faktycznie dostawy były niewielkie, a w 1960 roku przerwano jego rozwój z powodu niskiej celności. Na uzbrojeniu pozostawał do końca lat 60..

## Dano taktyczno-techniczne wyrzutni
- Kaliber: 270 mm
- Liczba prowadnic: 6
- Masa: 18,2 t
- Długość: 9,82 m
- Szerokość: 2,7 m
- Wysokość: 3,5 m
- Moc silnika: 151 kW
- Zasięg: 530 km
- Prędkość maksymalna 60 km/h
- Załoga: 8 osób